# Carlo Vanelli
Carlo Vanelli (Grancia, 1570 circa – Verrua Savoia, 23 luglio 1625) è stato uno scultore e ingegnere svizzero-italiano.
Fu attivo soprattutto come ingegnere militare alle dipendenze della Casa Savoia in numerosi conflitti dell'epoca, ma nei brevi periodi di pace ha lavorato anche in cantieri civili (come ad esempio quello della Basilica del Corpus Domini a Torino e della Chiesa di Santa Maria al Monte dei Cappuccini). Nel 1611 fu al servizio del principe arcivescovo Wolf Dietrich von Raitenau di Salisburgo, dove si adopera per la riorganizzazione delle difese dei castelli del territorio e per la costruzione e sistemazione di strade e ponti.
Alcuni suoi disegni giunti fino a noi:
- la Veduta di Breuil conservata a Parigi nel Service Historique de l'Armée de Terre, Ancien dépot. 4.5 sub 1, n. 164, f. LXXVI;
- il Progetto per un forte a Isola (in AST, Camerale, Tipi, art. 666, n. 25);
- il Castello di Lanzo Torinese disegnato nel 1612 (AST, Ministero di Guerra e marina, Tipi sezione IV, n. 450);
- il Territorio dalla valle Vermenagna al mare, del 1590 circa (Parigi, Service Historique de l'Armée de Terre, Ancien dépot. 4.5 sub 1, n. 164, f. III verso.[1];
- Il Color rosso denota le fortificationi da farsi alla fortezza di Nizza, 1590-1592 (SHD, Ancien Dépot de la Guerre, div. 4, sec. 5, n. 164, Savoie et Piémont, sub 1, f. 11);
- il Progetto di bacini per Nizza (Ibidem, f. 15v-16);
- il fortino di Montalbano presso Villafranca (Ibidem, f. 57);
- La rocca di Monaco con l'autore in atto di disegnarla (Ibidem, f. 46v)[2].